# Альгологія

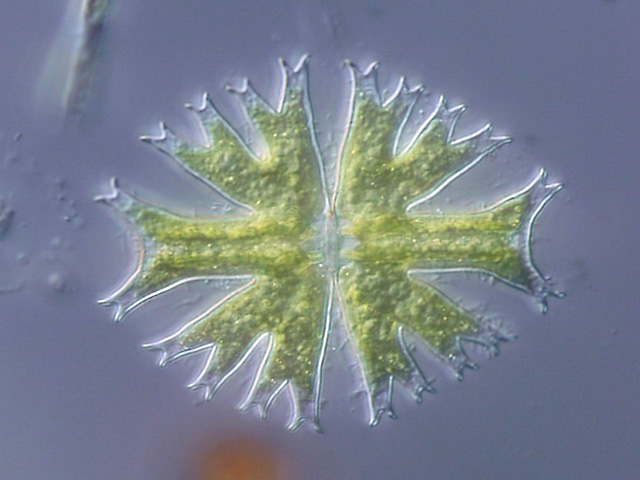
Micrasterias radiata

Альголо́гія (лат. alga — морська трава, водорость і грец. λογος — слово, вчення) — наука про водорості, розділ ботаніки.

## Зародження альгології
Хоча назву alga була запропонував ще Пліній Старший (23-70 рр), початком альгології можна вважати 18 століття. Саме 1753 Карл Лінней у «Species plantarum» виділив порядок Algae у класі Cryptogamia. У його розумінні туди відносились губки, лишайники, печіночні мохи та власне водорості.
Формування альгології, як описової науки, починається з робіт батька і сина Агардів (K.A. Agardh, I.G. Agardh) та праць Кютцінга (F. Kűtzing) у період 1800–1875. Було встановлено нові види та роди водоростей, та перші спроби їх класифікації на основі морфологічних ознак. Також 1836 року англійський вчений В. Гарвей (W.H. Harvey) використав забарвлення талому, як важливу діагностичну ознаку великих таксонів. Починаючи з середини 19 століття поряд із описовою альгологією починає активно розвиватись новий напрям, що пов'язаний із вивченням клітинної будови із використанням мікроскопічної техніки. У роботах 1854–1870 років Натанаеля Прінгсгайма та Гюстава Тюре вивчається розмноження і онтогенез водоростей на прикладі родів Fucus, Vaucheria та Oedogonium. розпочаті дослідження з фізіології водоростей, а також введено у широкий вжиток метод чистих культур.

## Оформлення альгології як науки
Матеріал, що було накопичено дослідниками, фактично дав поштовх до початку нового періоду, що розпочався у 20 столітті. У галузі систематики було розроблено вчення про походження водоростей А. Пашером (A. Pasher), який відокремив джгутикові водорості від інших джгутиконосців, розвивши ідею Ф. Ольтманса (F. Oltmanns). Саме останній був автором першого підручника з альгології, виданого 1904 року — «Morphologie und Biologie der Algen». Разом із розвитком методів досліджень та досягнень у галузі техніки (електронна мікроскопія, молекулярні дослідження) у розвитку систематики водоростей та їх місця у системі органічного світу відбуваються значні перебудови, що тривають і донині. Сучасні дослідження тривають саме у галузі фізіології та систематики водоростей.

## Внесок вітчизняних вчених у розвиток альгології
Значний внесок у розвиток альгології внесли російські, українські та радянські вчені — І. Г. Гмелін, І. М. Горожанкін, Л. І. Курсанов, К. С. Мережковський, Л. С. Ценковський, О. О. Єленкін, М. М. Голлербах, М. М. Гайдуков, М. М. Воронихін, К. Г. Меєр, Д. К. Зеров, О. В. Топачевський, Н. П. Масюк та ін. Саме вони були родоначальниками так званих наукових шкіл трьох університетів, де в Росії розвивалась альгологія, — Московського, Петербурзького і Харківського, — істотне значення має харківська школа проф. В. М. Арнольді. Він вперше в Росії видав підручник з водоростей (1908), а його учні за радянських часів створили свої школи: О. А. Коршиков — у Харкові, Д. О. Свиренко — в Катеринославі. О. В. Топачевський — створив альгологічну школу Києві. Роль О. В. Топачевського безсумнівна, проте не варто забувати Я. В. Ролла, Д. К. Зерова та А. М. Окснера, які доклали багатьох зусиль у вихованні цілої плеяди вчених-альгологів. До речі, початки альгологічних досліджень у Київському університеті були закладені І. Г. Борщовим, професором цього університету. Неможливо не згадати роботи О. Коршикова в галузі вивчення вольвоксових і протококових водоростей, що набули світового визнання. У сучасній Україні світові фахівці-альгологи працюють у Київському та Харківському університетах, а також профільних закладах НАНУ. На сучасному етапі розвитку науки спеціалістами вирішуються питання морфолого-таксономічного, флористико-екологічного, прикладного та теоретичного характеру.
Інститутом ботаніки імені М. Г. Холодного видається науково-технічний журнал Альгологія.